# 송수영 (축구 선수)
송수영(1991년 7월 8일 ~ )는 대한민국의 축구 선수로 현 K3리그의 대전 코레일 FC에서 공격수로 활약하고 있다.

## 클럽 경력
연세대학교를 졸업을 한 후 2014시즌을 앞두고 자유 계약으로 경남 FC에 입단하였다. 2014시즌 개막전인 성남 FC와의 경기에서 데뷔전을 치렀다.